# دادستان نقابدار
دادستان نقاب‌دار (به انگلیسی: The Masked Prosecutor) یک فیلم جنایی و درام محصول سال ۱۹۹۹ هنگ کنگ به کارگردانی هرمان یائو با بازی لوئیس کو، بلکی کو و جردن چان است.

## داستان
در هنگ کنگ، یک فرد هوشیار به نام دادستان نقابدار (لوئیس کو) مجرمانی را که توسط دادگاه بی گناه محکوم شده بودند، مجازات می‌کند و ..